# Luna Park (Saint-Pétersbourg)
Pour un article plus général, voir Luna Park (marque).
Pour les articles homonymes, voir Luna Park.
Luna Park est un parc d'attractions qui était établi à Saint-Pétersbourg, en Russie, et qui a été ouvert au public de mai 1912 à 1924.    
Inspiré de son homonyme londonien (lui-même inspiré des parcs de Coney Island et de Luna Park (en)), c'était le premier parc d'attractions ouvert en Russie. 

## Histoire
Le premier parc d'attractions de Russie ouvre ses portes en mai 1912 à Saint-Pétersbourg dans l'actuelle rue Dekabristov, au numéro 39. Construit par une société anglaise avec de l'argent d'un millionnaire russe, le Luna Park de Saint-Pétersbourg est conçu dans le même style que le Luna Park de Londres. En 1924, le parc d'attractions est démantelé.
Le terrain du Luna Park est devenu le site du stade de l'Université d'État de Saint-Pétersbourg. 